# Lydella jalisco
Lydella jalisco är en tvåvingeart som beskrevs av Norman E. Woodley 1994. Lydella jalisco ingår i släktet Lydella och familjen parasitflugor. Inga underarter finns listade i Catalogue of Life.